# Savenas (Puèi Domat)
Savennes és un municipi francès situat al departament del Puèi Domat i a la regió d'Alvèrnia-Roine-Alps. L'any 2007 tenia 108 habitants.

## Demografia

### Població
El 2007 la població de fet de Savennes era de 108 persones. Hi havia 57 famílies de les quals 24 eren unipersonals (4 homes vivint sols i 20 dones vivint soles), 25 parelles sense fills i 8 parelles amb fills.
La població ha evolucionat segons el següent gràfic:
Habitants censats

### Habitatges
El 2007 hi havia 129 habitatges, 57 eren l'habitatge principal de la família, 41 eren segones residències i 31 estaven desocupats. 124 eren cases i 5 eren apartaments. Dels 57 habitatges principals, 51 estaven ocupats pels seus propietaris, 5 estaven llogats i ocupats pels llogaters i 1 estava cedit a títol gratuït; 4 tenien dues cambres, 17 en tenien tres, 15 en tenien quatre i 20 en tenien cinc o més. 40 habitatges disposaven pel capbaix d'una plaça de pàrquing. A 25 habitatges hi havia un automòbil i a 19 n'hi havia dos o més.

### Piràmide de població
La piràmide de població per edats i sexe el 2009 era:
| Homes | Edats   | Dones |
| ----- | ------- | ----- |
| 0     | 95 o +  | 0     |
| 0     | 90 a 94 | 0     |
| 1     | 85 a 89 | 5     |
| 1     | 80 a 84 | 5     |
| 7     | 75 a 79 | 7     |
| 3     | 70 a 74 | 10    |
| 6     | 65 a 69 | 5     |
| 4     | 60 a 64 | 4     |
| 5     | 55 a 59 | 1     |
| 6     | 50 a 54 | 6     |
| 5     | 45 a 49 | 2     |
| 4     | 40 a 44 | 5     |
| 2     | 35 a 39 | 1     |
| 3     | 30 a 34 | 2     |
| 2     | 25 a 29 | 1     |
| 1     | 20 a 24 | 0     |
| 2     | 15 a 19 | 4     |
| 1     | 10 a 14 | 3     |
| 0     | 5 a 9   | 3     |
| 2     | 0 a 4   | 0     |

## Economia
El 2007 la població en edat de treballar era de 57 persones, 37 eren actives i 20 eren inactives. De les 37 persones actives 31 estaven ocupades (19 homes i 12 dones) i 6 estaven aturades (4 homes i 2 dones). De les 20 persones inactives 8 estaven jubilades, 2 estaven estudiant i 10 estaven classificades com a «altres inactius».

### Ingressos
El 2009 a Savennes hi havia 55 unitats fiscals que integraven 108 persones, la mediana anual d'ingressos fiscals per persona era de 16.497 €.

### Activitats econòmiques
L'únic establiment que hi havia el 2007 era d'una empresa classificada com a «altres activitats de serveis».
L'any 2000 a Savennes hi havia 12 explotacions agrícoles que ocupaven un total de 256 hectàrees.

## Poblacions més properes
El següent diagrama mostra les poblacions més properes.